# Lista do Patrimônio Mundial em Papua-Nova Guiné
A Organização das Nações Unidas para a Educação, a Ciência e a Cultura (UNESCO) propôs um plano de proteção aos bens culturais do mundo, através do Comité sobre a Proteção do Património Mundial Cultural e Natural, aprovado em 1972. Esta é uma lista do Patrimônio Mundial existente em Papua-Nova Guiné, especificamente classificada pela UNESCO e elaborada de acordo com dez principais critérios cujos pontos são julgados por especialistas na área. Papua-Nova Guiné ratificou a convenção em 28 de julho de 1997, tornando seus locais históricos elegíveis para inclusão na lista.
O sítio Antiga Área Agrícola de Kuk foi o primeiro local de Papua-Nova Guiné incluído na lista do Patrimônio Mundial da UNESCO por ocasião da 32.ª Sessão do Comitê do Património Mundial, realizada em Quebec (Canadá) em 2008. Desde então, Papua-Nova Guiné conta com apenas este sítio classificado como Patrimônio da Humanidade, sendo este de classificação Cultural. 

## Bens culturais e naturais
Papua-Nova Guiné conta atualmente com os seguintes lugares declarados como Patrimônio da Humanidade pela UNESCO:
| | Antiga Área Agrícola de Kuk |
| Bem cultural inscrito em 2008. |                             |
| Localização: Enga |                             |
| Este local abrange 116 hectares de pântanos no sul da Nova Guiné, localizados a uma altitude de cerca de 1.500 metros. Escavações arqueológicas mostraram que essas zonas úmidas foram cultivadas quase continuamente de cerca de 7.000 a 10.000 anos atrás. Em Kuk, os vestígios do salto técnico qualitativo que transformou o mero uso de plantas em agricultura há cerca de 6.500 anos estão preservados em muito bom estado. O local é um excelente exemplo da evolução das práticas agrícolas ao longo do tempo, desde o cultivo em montículos à beira de brejos até a drenagem dos brejos por meio da abertura de valas com implementos de madeira. Kuk é um dos poucos lugares do mundo onde vestígios arqueológicos mostram o desenvolvimento autônomo da agricultura durante um período tão longo. (UNESCO/BPI) |                             |

## Lista Indicativa
Em adição aos sítios inscritos na Lista do Patrimônio Mundial, os Estados-membros podem manter uma lista de sítios que pretendam nomear para a Lista de Patrimônio Mundial, sendo somente aceitas as candidaturas de locais que já constarem desta lista. Desde 2006, Papua-Nova Guiné apresenta 7 locais em sua Lista Indicativa.
| Sítio                                          | Imagem | Localização         | Ano  | Dados UNESCO                          | Descrição |
| ---------------------------------------------- | ------ | ------------------- | ---- | ------------------------------------- | --- |
| Bacia do Rio Kikori / Grande Planalto da Papua |        | Terras Altas do Sul | 2006 | Misto: (iii)(iv)(v)(vii)(viii)(ix)(x) | A propriedade indicada representa um patrimônio cultural e natural que cobra mais de 6% da massa territorial de Papua Nova Guiné. As paisagens do entorno incluem o extinto vulcão do Monte Bosavi, o desfiladero Hegigio e as espetaculares cascatas Wassi e Wawoi. A bacia do rio Kikori contém uma das maiores extensões remanescentes de floresta intocada do Hemisfério Sul, desde florestas montanhosas (no norte) até florestas de planície intactas raras (no sul). |
| Cordilheira de Owen Stanley                    |        | Central             | 2006 | Misto: (iii)(v)(vi)(vii)(x)           | A propriedade indicada cobre uma proporção significativa das Cordilheiras de Owen Stanley, nas proximidades de Porto Moresby e potencialmente incluindo a Trilha de Kokoda e o Planalto de Managalas. É uma das áreas biologicamente mais importantes da Ásia-Pacífico cujas cordilheiras alcançam 3,800 metros de altitude. |